# Triphleba fuscithorax
Triphleba fuscithorax är en tvåvingeart som beskrevs av Schmitz 1939. Triphleba fuscithorax ingår i släktet Triphleba och familjen puckelflugor. Inga underarter finns listade i Catalogue of Life.